# Comment j'ai gagné la Guerre de Sécession
Comment j'ai gagné la Guerre de Sécession est le 9e roman de la série d'aventures pour la jeunesse Larry J. Bash créée par Lieutenant X (Vladimir Volkoff). Ce roman, publié en 1983, est censé avoir été traduit par  « Gil Hérel ».
Dans le roman, Larry Bash enquête avec M. Ney sur diverses dégradations commises au sein de la propriété d'une vieille dame qui croit revivre la période de la Guerre de Sécession.

## Personnages principaux
- Personnages récurrents
  - Larry Bash : 17 ans, employé par M. Ney en qualité de détective-assistant.
  - Marshall M. Ney : détective privé, employeur de Larry Bash.
  - Dennis Watts : 17 ans, meilleur ami de Larry Bash.

- Personnages liés au roman
  - Mme Walsingham : vieille propriétaire terrienne.
  - Mélanie Walsingham : sa nièce.
  - M. Sherman : voisin de Mme Walsingham.
  - Docteur Otis Bedford : psychiatre.
  - Old Nick : domestique de Mme Walsingham.
  - Fanny : domestique de Mme Walsingham.
  - Bonnie Workhorse : amie de Larry Bash.

## Résumé
Remarque : le résumé est basé sur l'édition originale cartonnée parue en 1983.

### Mise en place de l'intrigue
Chapitres 1 à 6.
On est au début des années 1980 à Atlanta, en Géorgie. Larry et M. Ney sont amenés à aider la vieille Mme Walsingham et sa nièce Melanie à faire face à diverses dégradations commises au sein de leur propriété : la queue d'un paon a été coupée, les pneus de la voiture ont été crevés, le fil du téléphone a été tranché, etc.
Mme Walsingham, vieille « sudiste jusqu'au bout des ongles », soupçonne très fortement M. Sherman, son voisin, d'avoir commis ces méfaits, car il a le double tort d'être Yankee (et donc originaire du Nord des États-Unis) et d'être un lointain descendant du général Sherman.
Pour Larry, venu enquêter sur le terrain, la situation est d'autant plus compliquée que Mme Walsingham semble garder un secret dans l'une des ailes de son immense résidence, et que M. Sherman se révèle être un voisin plutôt gentil et tout à fait correct.

### Enquête et aventures
Chapitres 7 à 14.
Larry interroge plusieurs domestiques de Mme Walsingham, qui se révèlent plutôt peu loquaces. La nuit suivante, il se met en planque à l'orée des deux propriétés de Mme Walsingham et de M. Sherman. La même nuit, une grande cabane en bois (« smoke house ») est incendiée dans la propriété Walsingham.
Plus tard, Larry découvre un cheval dans une grange, alors que personne dans la propriété ne fait de cheval. Larry appelle Dennis Watts à son aide.
Larry et Dennis constatent que la vieille dame s'enkyste dans son idée-fixe et son délire obsessionnel, et croit revivre une nouvelle époque qui permettra aux États du Sud de gagner la guerre de Sécession.
Ils font la connaissance du docteur Otis Bedford, psychiatre, qui se fait passer pour le général Lee. L'homme explique sa théorie du « transfert réversif » aux deux jeunes gens : plutôt que contredire la vieille dame, il vaut mieux aller dans son sens, lui faire vivre ses fantasmes. Rassurée, elle évitera de tomber trop vite dans la sénilité ou le gâtisme, et on ne l'internera pas en psychiatrie.
Sur ces entrefaites, Larry, qui avait informé son patron de son enquête, voit arriver M. Ney. Le détective privé prend l'enquête en main.

### Dénouement et révélations finales
Chapitres 15 à 17.
M. Ney et Larry arrivent à la même conclusion : le docteur Bedford est un escroc qui profite de la sénilité de la vieille femme pour tenter de lui soutirer une forte somme d'argent. Il lui a déclaré que la Guerre de Sécession avait repris et lui a demandé de l’argent. Mme Walsingham a récupéré tout l’argent en numéraire qu'elle pouvait disposer et souhaite le lui remettre. Un rendez-vous a lieu dans un champ. Mais M. Ney n'avait pas prévu que Bedford prendrait l’argent et partirait à cheval à travers bois. Il n'avait pas prévu non plus que Larry, pendant la discussion, allait desserrer la lanière sous-ventrière de la selle, ce qui entrainerait la chute à court terme de Bedford de son cheval. L'homme, penaud, est ramené devant Mme Walsingham. C'est alors que M. Ney déclare à celle-ci que les forces du Nord ont été vaincues et que le Sud vient de gagner la Guerre de Sécession. Il demande à Mme Walsingham de bien vouloir récupérer ses dollars tandis qu'il force Bedford de quitter les lieux et de n'y jamais revenir.
Et voilà comment Larry a « gagné la Guerre de Sécession » (derniers mots du roman).